# 高木卓
高木 卓（たかぎ たく、1907年〈明治40年〉1月18日 - 1974年〈昭和49年〉12月28日）は、日本の小説家、ドイツ文学者、音楽評論家。本名は安藤 煕（あんどう ひろし）。

## 経歴
ヴァイオリニストで、女性初の文化功労者に選ばれた安藤幸と、英文学者・安藤勝一郎の子として東京市本郷区西片町に生まれる。東京帝国大学独文科卒。
水戸高等学校や第一高等学校教授などをつとめながら、同人雑誌『作家精神』に小説を書いた。1936年「遣唐船」で芥川賞候補、1940年（昭和15年）、大伴家持を描いた歴史短篇「歌と門の盾」で芥川賞を授与されるが辞退する。菊池寛は「恥を掻かされた」と言って怒っている。高木は、自分が辞退すれば『作家精神』の桜田常久がくりあげ受賞すると誤認したという説もある（桜田は次回受賞）。そうではないと分かり、自分が辞退したことで『作家精神』の同人が候補から外されることを恐れ、菊池に謝りに行った。
戦後は東京大学教養学部教授、67年定年退官、獨協大学教授。古典の子供向け翻案などの仕事をするに留まった。
『ムツゴロウの青春記』によると、畑正憲が東大でドイツ語の授業を受けている。授業や試験については、かなり不愉快なものだったらしく、サ行、とくに「せ」の発音が「しぇ」になってしまう畑正憲は、それをからかわれるような扱いを受けたと書いている。
戦後の活動で最も重要なものは音楽関係の仕事であり、ワーグナーの楽劇作品の殆どを翻訳し、作品の上演やレコード解説にも数多く携わり、日本でのワーグナー受容史に於ける重要な存在である。また僅かながら作曲作品もある。

## 家族・親族
母方の伯父に郡司成忠、幸田露伴、幸田成友、伯母に幸田延がいる。露伴の娘・幸田文は従姉にあたる。弟に、富士通社長などを務めた安藤馨。次女に、児童文学作家・作詞家である高木あきこ。

## 作品

### 著書
- 『歌と門の盾』三笠書房 1940
- 『北方の星座』大観堂 1941
- 『遣唐船ものがたり』学習社 1942
- 『復讐譚』今日の問題社 1943
- 『聖徳太子』至文堂 1943
- 『安南ものがたり』東京出版 1945
- 『獄門片影』大日本雄弁会講談社 1947
- 『人間露伴』丹頂書房 1948
- 『血と血』八雲書店 1948
- 『おのづから物語』宝文館 1949
- 『紫式部』偕成社 1951
- 『ベートーヴェン』講談社(世界伝記全集) 1955　新版 1981
- 『唐琴童子』講談社の絵本 1956
- 『むらさき物語』雲井書店 1957
- 『芥川龍之介読本』（編）学習研究社(近代日本文学読本) 1958
- 『シューベルト』偕成社(世界偉人伝全集) 1966
- 『ヴァーグナー』音楽之友社　(大音楽家・人と作品9) 新版1988
- 『露伴の俳話』講談社学術文庫 1990

#### 再話・現代語訳
- 『曽我物語』小学館 1943
- 『太平記物語』小学館 1944
- 『八犬伝ものがたり』筑摩書房 1952
- 『東海道膝栗毛』偕成社 1953
- 『ニーベルゲン物語』偕成社 1954
- 『義経ものがたり』筑摩書房 1956
- 『平家物語』福村書店 (少年少女のための国民文学)　1956
- 『かぐやひめ』講談社 1956 (講談社の二年生文庫)
- 『お伽草子』福村書店 (少年少女のための国民文学)　1957
- 『日本少年少女古典文学全集 15 義経・弁慶物語』弘文堂 1958
- 『源氏物語』講談社(少年少女日本名作物語全集) 1959　新版1995
- 『平安朝物語』五月書房 1959
- 『現代語訳義経記』河出文庫 2004

### 翻訳
- リヒャルト・ワアグナア『ベェトオヴェンまゐり』岩波文庫　1943
- ワアグナア『第九交響曲』八雲書店, 1948
- ワアグナァ『タンホイザァ』弘文堂, 1948
- ワアグナァ『さすらいのオランダ人・タンホイザア』岩波文庫 1951
- ワアグナァ『ベエトオヴェン』音楽之友社, 1953
- ワアグナァ『ロオエングリイン・トリスタンとイゾルデ』岩波文庫　1953
- ワーグナー『指揮について』音楽之友社, 1959
- エーリッヒ・ケストナー『飛ぶ教室』ポプラ社, 1968

### 作曲
- オペラ『神代ものがたり』 作詞・作曲 高木卓, 1974